# Geoglyar-Dag
Geoglyar-Dag (ryska: Гейляр_Даг, azerbajdzjanska: Göylər Dağ) är en ort i Azerbajdzjan.   Den ligger i distriktet Şamaxı, i den östra delen av landet, 100 km väster om huvudstaden Baku. Geoglyar-Dag ligger 710 meter över havet och antalet invånare är 6 462.
Terrängen runt Geoglyar-Dag är huvudsakligen kuperad. Geoglyar-Dag ligger uppe på en höjd. Närmaste större samhälle är Shamakhi, 15,8 km norr om Geoglyar-Dag. 
Trakten runt Geoglyar-Dag består till största delen av jordbruksmark. Runt Geoglyar-Dag är det ganska glesbefolkat, med 31 invånare per kvadratkilometer.